# Stadio Şenol Güneş
Lo stadio Şenol Güneş (chiamato per ragioni di sponsorizzazione Medical Park Arena) è un impianto sportivo situato a Trebisonda in Turchia. È usato prevalentemente per il calcio e ospita le partite casalinghe del Trabzonspor a partire dal 2015, in sostituzione dello stadio Hüseyin Avni Aker.
L'impianto ha una capacità di 40.782 posti a sedere ed è omologato per la Süper Lig e per le competizioni internazionali. È intitolato a Şenol Güneş, ex calciatore nonché allenatore del Trabzonspor.
Lo stadio era uno degli impianti indicati dalla federcalcio turca per ospitare Euro 2020.

## Caratteristiche
- Copertura: totale
- posti a sedere: 41.500
- Tribuna VIP : ?
- Tribuna stampa: ?
- Capacita totale: 41461
- Parcheggio auto: ?
- Parcheggio autobus: ?